# It's Your Funeral
It's Your Funeral är Nines femte studioalbum, utgivet 2007 på CD av skivbolaget Spinefarm Records och på LP av Combat Rock Industry. 

## Låtlista[1]
1. "No Air Supply" - 2:56
2. "Bird of Prey" - 3:34
3. "Nothing Left for the Vultures" - 3:34
4. "The Blade" - 3:06
5. "Grace" - 3:48
6. "Line of Crosses" - 3:28
7. "Until Death Do Us Part" - 3:15
8. "Venom" - 3:42
9. "Bleeding Hearts" - 4:21
10. "Stigmata" - 4:24